# Distrito de Faro
O Distrito de Faro é um distrito português, localizado no sul do país. Limita a norte com o Distrito de Beja, a leste com a Espanha e a sul e a oeste com o oceano Atlântico. A sede do distrito é a cidade de Faro.
Tem uma área total de 4 960 km², sendo o 10.° distrito com a maior área de todos os distritos nacionais. Em 2023, registou uma população de 484 122 habitantes, sendo o 6.° distrito mais populoso do país. O distrito tem uma densidade populacional de 97,6 hab./km², que se dividem em 16 municípios e em 67 freguesias.

## População
O Algarve é a única região portuguesa perfeitamente definida, e consequentemente é a única que não tem uma divisão administrativa confusa. O distrito de Faro corresponde quer à tradicional quer à moderna região do Algarve, e esta constitui também uma única subregião estatística, com o mesmo nome.
Coincide perfeitamente com a região do Algarve, tendo uma área de 5 412 km² e uma população de 484 122 habitantes (2023) (0,06% da população da Europa e 4,74% da população de Portugal), constitui a região turística mais importante de Portugal e uma das mais importantes da Europa. O seu clima temperado mediterrânico, caracterizado por invernos amenos e curtos e verões longos, quentes e secos, as águas tépidas e calmas que banham a sua costa sul, as suas paisagens naturais, o património histórico e etnográfico e a deliciosa e saudável gastronomia são atributos que atraem milhões de turistas nacionais e estrangeiros todos os anos e que fazem do Algarve a região mais visitada e uma das mais desenvolvidas do país.

Faro é atualmente um dos distritos mais ricos de Portugal, em conjunto com os distritos de  Lisboa,  Setúbal e a Madeira, com um PIB per capita de 86% da média da União Europeia.

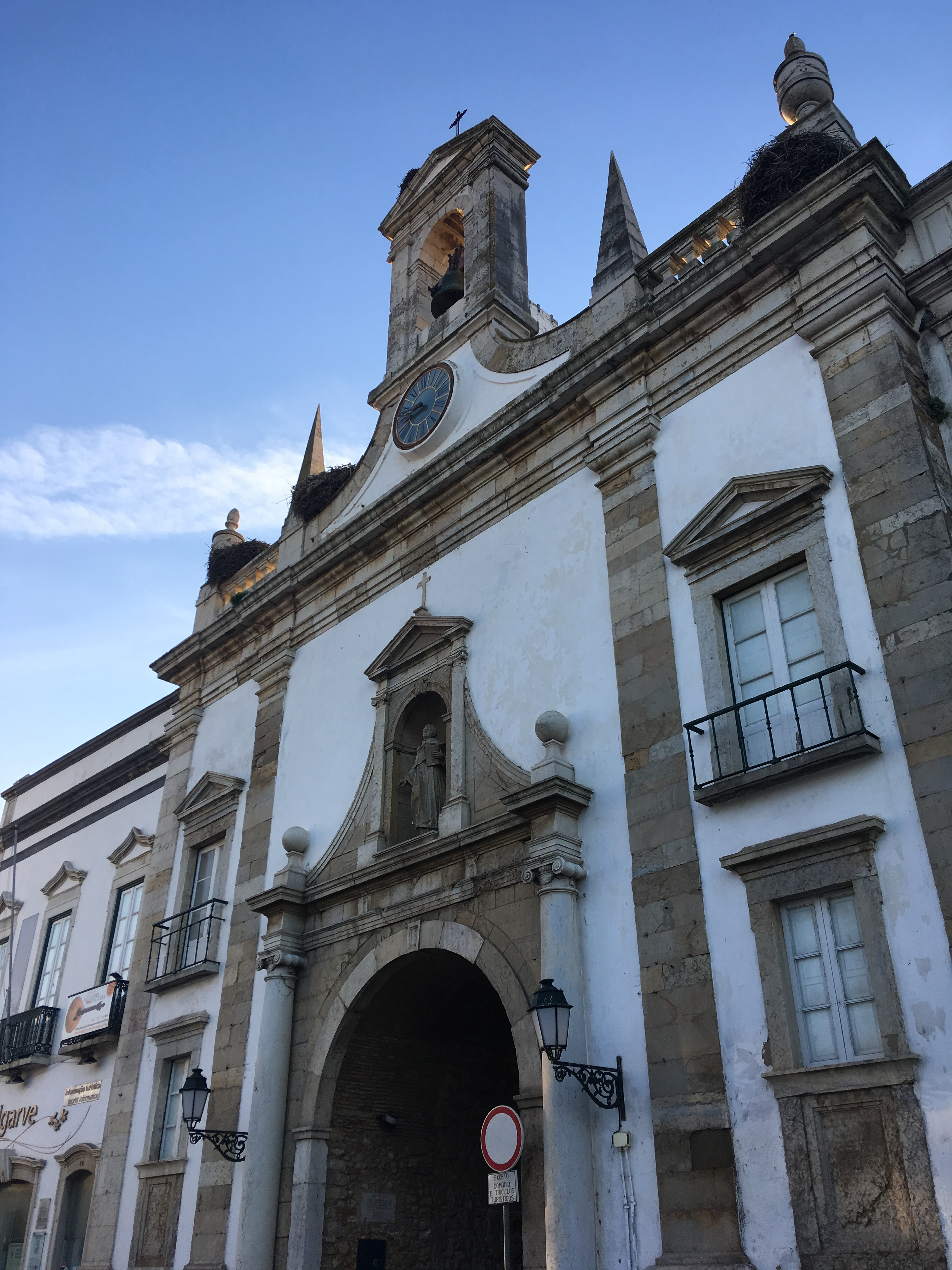

## Subdivisões

### Municípios
O distrito de Faro subdivide-se nos seguintes dezasseis municípios:
| Brasão | Município                  | População (2021) | Área (km²) | Densidade (hab./km²) | N.º Freg. |
| ------ | -------------------------- | ---------------- | ---------- | -------------------- | --------- |
|        | Albufeira                  | 44 158           | 140,66     | 313,93               | 4         |
|        | Alcoutim                   | 2 521            | 575,36     | 4,38                 | 4         |
|        | Aljezur                    | 6 046            | 323,50     | 18,69                | 4         |
|        | Castro Marim               | 6 434            | 300,84     | 21,38                | 4         |
|        | Faro                       | 67 566           | 202,57     | 333,54               | 4         |
|        | Lagoa                      | 23 718           | 88.25      | 268,76               | 4         |
|        | Lagos                      | 33 514           | 212,99     | 157,35               | 4         |
|        | Loulé                      | 72 373           | 763,67     | 94,77                | 9         |
|        | Monchique                  | 5 465            | 395,30     | 13,82                | 3         |
|        | Olhão                      | 44 639           | 130,12     | 341,12               | 4         |
|        | Portimão                   | 59 896           | 182,06     | 328,99               | 3         |
|        | São Brás de Alportel       | 11 266           | 153,37     | 73,46                | 1         |
|        | Silves                     | 37 813           | 680,06     | 55,60                | 6         |
|        | Tavira                     | 27 536           | 606,97     | 45,37                | 6         |
|        | Vila do Bispo              | 5 722            | 179,06     | 31,96                | 4         |
|        | Vila Real de Santo António | 18 828           | 61,25      | 307,4                | 3         |

### Cidades
- Albufeira
- Faro
- Lagoa
- Lagos
- Loulé
- Olhão
- Portimão
- Quarteira (Loulé)
- Silves
- Tavira
- Vila Real de Santo António

### Vilas
- Alcantarilha (Silves)
- Alcoutim
- Algoz (Silves)
- Almancil (Loulé)
- Alvor (Portimão)
- Armação de Pêra (Silves)
- Aljezur
- Bensafrim (Lagos)
- Cabanas de Tavira (Tavira)
- Carvoeiro (Lagoa)
- Castro Marim
- Estômbar (Lagoa)
- Ferragudo (Lagoa)
- Fuseta (Olhão)
- Luz (Lagos)
- Luz de Tavira (Tavira)
- Mexilhoeira Grande (Portimão)
- Moncarapacho (Olhão)
- Monchique
- Monte Gordo (Vila Real de Santo António)
- Odeceixe (Aljezur)
- Odiáxere (Lagos)
- Parchal (Lagoa)
- Pêra (Silves)
- Porches (Lagoa)
- Sagres (Vila do Bispo)
- Salir (Loulé)
- Santa Luzia (Tavira)
- São Bartolomeu de Messines (Silves)
- São Brás de Alportel
- Vila do Bispo
- Vila Nova de Cacela (Vila Real de Santo António)

## História

### Época pré-romana
Na época pré-romana era habitado pelos cónios, cúneos ou cinetes, um povo (formado por várias tribos) de filiação linguística e étnica possivelmente celta ou ibera, cujo território incluía toda a atual região e ainda o sul do atual distrito de Beja. Esse antigo território dos cónios ia da foz do rio Mira à foz do Guadiana, pelo litoral, e da foz do rio Mira passando pela área das nascentes do rio Sado e pelas ribeiras de Terges e de Cobres até à confluência desta última com o Guadiana e descendo pela margem direita ou oeste desse rio novamente até à sua foz, pelo interior, abrangendo assim toda a área da Serra do Caldeirão (também denominada Serra de Mu) e seu planalto. É possível que fossem relacionados com os tartessos (povo cuja filiação linguística e étnica também ainda não está plenamente conhecida ou determinada), mas não eram o mesmo povo, tal como diversos autores da Antiguidade clássica, por exemplo, Estrabão e Plínio, o Velho, afirmavam.
Devido ao nome do povo nativo, conii ou cynetes (cónios ou cinetes em latim), o distrito de Faro, na época romana, era denominado Cyneticum (Cinético). O território deste povo situava-se muito próximo de uma antiga civilização nativa da Península Ibérica, a de Tartessos (que se desenvolveu no oeste da atual Andaluzia), na bacia do rio Guadalquivir (antigo Betis). Devido a isso, os cónios foram muito influenciados por esta antiga cultura ou fizeram mesmo parte dessa civilização. Também foram influenciados pelas civilizações mediterrânicas (grega, romana, cartaginesa) ainda antes da época romana e eram um dos povos culturalmente mais avançados do atual território de Portugal e mesmo da Península Ibérica de então, pois já tinham conhecimento da linguagem escrita, tendo mesmo criado e desenvolvido uma escrita própria, a escrita do sudoeste, que também pode ser designada escrita cónia. Durante séculos, o atual Algarve (então denominado Cyneticum) foi ponto de passagem para vários povos, incluindo tartessos, fenícios, gregos e cartagineses.

### Época romana

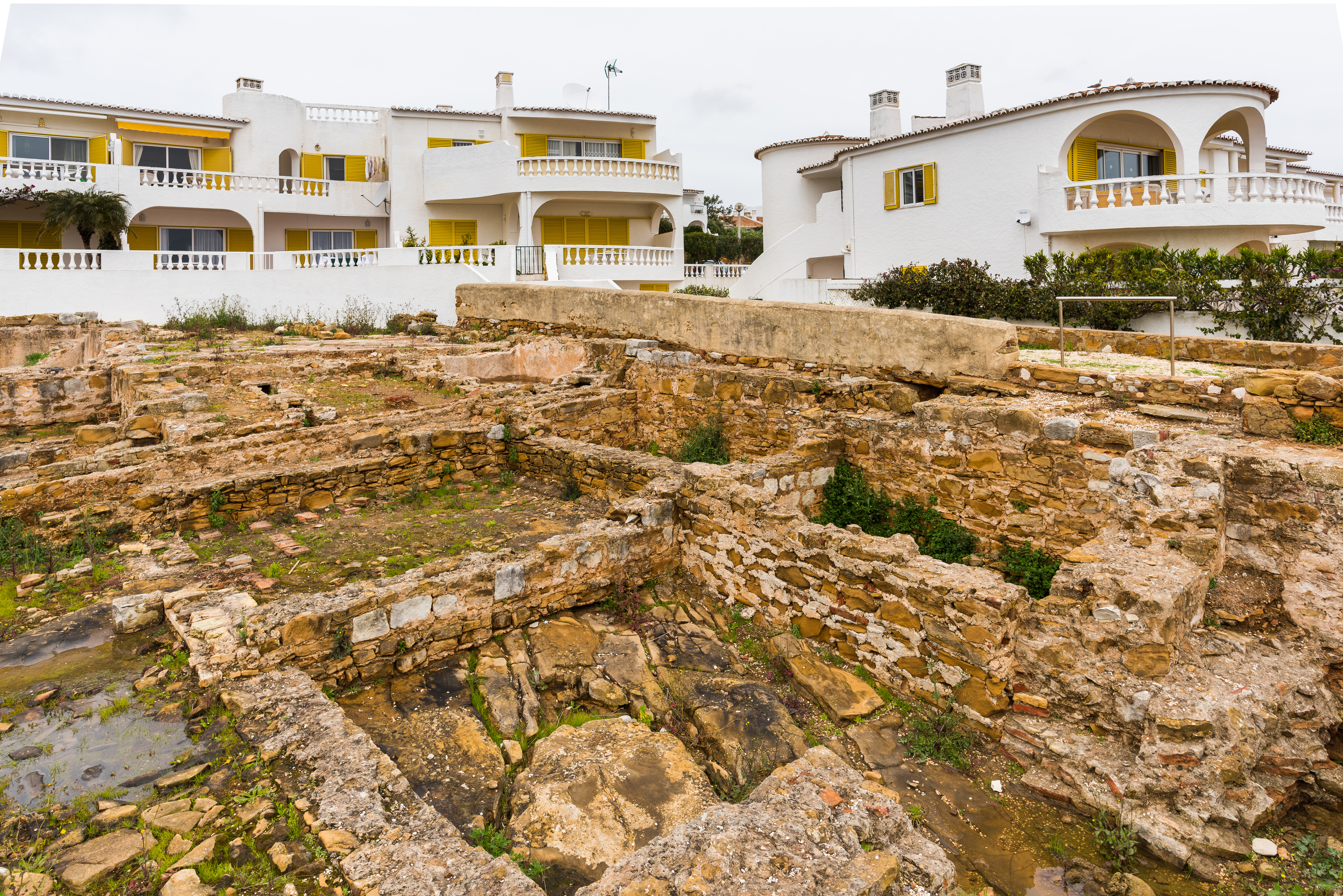
Banhos romanos na Praia da Luz, Lagos

Antes da integração definitiva dos cónios no Império Romano, durante o período que vai de cerca de 200 a 141 a.C. estes estavam sob forte influência romana mas gozavam de elevado grau de autonomia. Devido, em parte, ao relacionamento favorável com os romanos, os cónios haviam tido alguns conflitos com os lusitanos que, sob a liderança de Cauceno (Kaukenos), o chefe lusitano anterior a Viriato, tinham conquistado durante algum tempo o seu território, incluindo a capital, Conistorgis (de localização ainda desconhecida, num monte a norte de Ossonoba, atual Faro, ou talvez Castro Marim?) no ano 153 a.C.
Em parte devido a esse conflito com os lusitanos e em parte devido à influência cultural das civilizações mediterrânicas, ao contrário de muitos dos povos pré-romanos de Portugal, foram aliados dos romanos durante algum tempo e não seus adversários, diferindo da atitude de outros povos tais como os lusitanos, os célticos e os galaicos, que foram fortes opositores à conquista romana.
Apesar disso, um pouco mais tarde, no contexto das guerras lusitânicas, no ano 141 a.C., os cónios revoltaram-se contra os romanos, juntamente com os túrdulos da Betúria (também denominados betures), mas foram derrotados por Fábio Máximo Serviliano, procônsul romano, e integrados definitivamente no Império Romano.
Nos séculos que se seguiram, a população nativa (cónios) foi fortemente romanizada, adotando o latim como língua, e integrada em termos culturais, políticos e económicos na civilização romana e no seu império. O Algarve, então denominado Cyneticum (Cinético), fez parte do Império Romano, integrado primeiro na província da Hispânia Ulterior e, mais tarde, na província da Lusitânia, durante mais de 600 anos, desde cerca de 200 a.C. até ao ano 410 d.C., ostentando cidades relevantes tais  como Baesuris (atual Castro Marim), Balsa (próxima de Tavira), Ossonoba (atual Faro), Cilpes (atual Silves), Lacobriga (atual Lagos e Myrtilis (atual Mértola) ) pois, nessa época, também pertencia ao Cyneticum.
Durante a época romana, teve um desenvolvimento cultural e económico significativo (agricultura, pesca e manufatura), beneficiando muito do facto de ser uma importante região de produção agrícola. Nessa época, a região exportava principalmente azeite e garum (um condimento feito a partir de peixe), ambos os produtos eram muito apreciados no Império Romano. A sua localização geográfica também era importante em termos de apoio às rotas de navegação marítima entre os portos romanos do mar Mediterrâneo e os do oceano Atlântico, na Hispânia, Gália e Britânia. Os rios Guadiana (Anas) e Arade (Aradus) serviam de rotas de navegação fluvial de contato com o interior e continuariam a sê-lo durante muitos séculos. Também, em termos de localização geográfica, foi importante o facto da região estar logo a oeste da Bética Bética (que corresponde, em grande parte, ao território da atual Andaluzia), uma das províncias cultural e economicamente mais desenvolvidas da Hispânia e do Império Romano (região de origem de importantes figuras tais como o erudito e filósofo Séneca, o agrónomo Columela e dos imperadores Trajano e Adriano).
Todos estes factores contribuíram para a prosperidade d«e Faro durante muitos séculos. Em termos culturais, a época romana também assistiu à difusão do cristianismo na Hispânia, incluindo a Lusitânia e atual Algarve a partir de meados do século I d.C., mas seria a partir do século IV d.C., com a publicação do Édito de Milão, no ano 313 a.C. pelo imperador Constantino (que concedia liberdade de culto aos cristãos), que o cristianismo se difundiria mais e ganharia importância significativa na região com a conversão de muita da população nativa, embora as religiões animistas ou pagãs tenham permanecido durante mais alguns séculos.

### Época bárbara
Apesar de ter sido conquistado pelos chamados povos bárbaros (vândalos, alanos, suevos e depois visigodos) na época ou período das migrações ou invasões bárbaras, a cultura romana e o cristianismo permaneceram. No ano de 552, o atual Algarve foi reconquistado pelo Império Romano do Oriente ou Império Bizantino (então governado pelo imperador Justiniano), aos visigodos, governo esse que durou até 571, quando o rei Leovigildo o conquistou novamente para o Reino Visigótico.

### Época árabe

A histórica cidade de Silves foi a capital do Algarve durante o domínio árabe.

Durante mais de cinco séculos (c. 715–1249) esteve sob o domínio dos povos islâmicos, árabes, berberes e populações nativas convertidas ao islamismo, embora o cristianismo também tenha permanecido entre a população do Algarve nessa época (moçárabes – cristãos que viviam sob governo muçulmano). Durante a época de governo islâmico, o Algarve atingiu um elevado esplendor cultural e económico, em continuidade com as características que já vinham desde a época romana, sendo a cidade de Silves a mais importante durante essa época (foi mesmo capital de um reino taifa muçulmano após a fragmentação do Califado de Córdova).
As regiões espanholas e portuguesas outrora conhecidas por Algarbe Alandalus (em árabe: الغرب الأندلس) eram o mais importante centro muçulmano da época da "Hispânia Islâmica", sendo assim o centro islâmico da cultura, ciência e tecnologia. Nessa altura, a principal cidade da região era Silves, que, quando foi conquistada pelo rei D. Sancho I, dizia-se ser cerca de 10 vezes maior e mais fortificada que Lisboa.
O Algarve foi a última porção de território de Portugal a ser definitivamente conquistado aos mouros, no reinado de D. Afonso III, no ano de 1249.

### Época portuguesa
Segundo alguns documentos históricos, a conquista definitiva do Algarve aos mouros neste reinado, nomeadamente a tomada da cidade de Faro, foi feita de forma relativamente pacífica. No entanto, apenas em 1267 — no tratado de Badajoz — foi reconhecida a posse do Algarve como sendo território português, devido a pretensões do Reino de Castela.
Curiosamente, o nome oficial do reino resultante seria frequentemente designado de Reino de Portugal e do Algarve, mas nunca foram constituídos dois reinos separados.

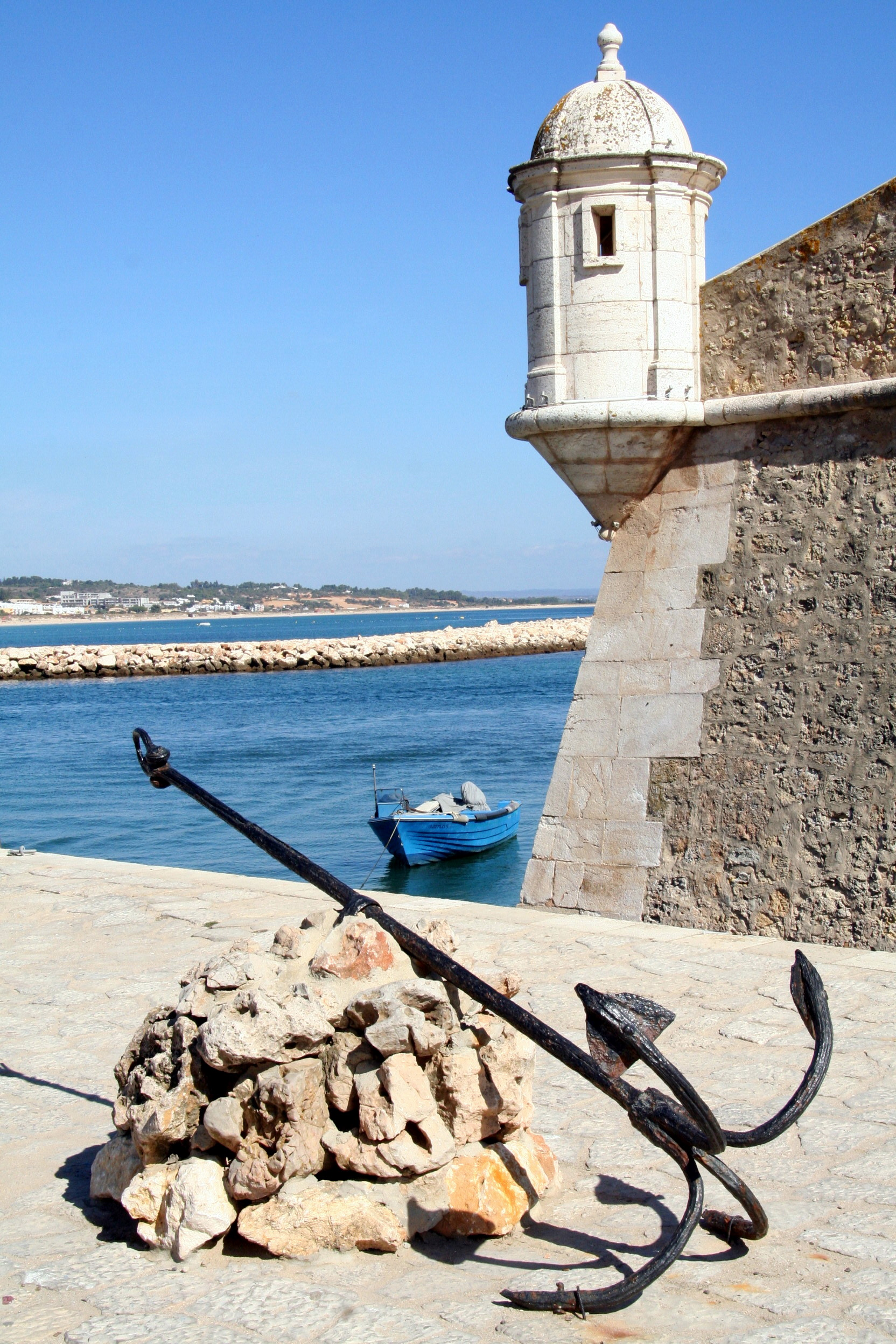
Fortaleza de Lagos, construída no século XVII

Terminada a conquista da região durante o reinado de D. Afonso III, o antigo Algarbe Alandalus mourisco foi incluído no reino cristão de Portugal, entrando numa certa decadência que seria interrompida já no  século XV pela odisseia da exploração da costa africana e da conquista das praças marroquinas, sob o comando do Infante D. Henrique. O território do distrito, devido às condições favoráveis à navegação, foi uma das primeiras bases da expansão marítima portuguesa nos séculos XV e XVI, do qual partiram algumas expedições, sendo o porto de Lagos um dos mais importantes dessa época.
Com o fim da presença portuguesa nas praças africanas, o distrito entrou novamente numa certa decadência, acentuada pela destruição imposta pelo sismo de 1 de Novembro de 1755.
O primeiro-ministro do rei D. José I, o Marquês de Pombal tentou efectuar uma divisão, nunca reconhecida pelo Papado Romano, da diocese de Faro em dois bispados: Faro e Vila Nova de Portimão. O limite entre eles era a ribeira de Quarteira e o seu prolongamento em linha recta até ao Alentejo.
Posteriormente, Faro iniciou o  século XX como um distrito rural, periférico, com uma economia baseada na cultura de frutos secos, na pesca e na indústria conserveira. Contudo, a partir da década de 1960, dá-se a explosão da indústria do turismo, mudando assim por completo a sua estrutura social e económica.
Desde os alvores do reino, constituiu uma região bem delimitada e individualizada, não só em termos geográficos mas também do ponto de vista identitário, com características históricas, climáticas, etnográficas, arquitetónicas, gastronómicas e económicas muito próprias.
Actualmente, o turismo constitui o motor económico do distrito. A província tradicional possui algumas das melhores praias do Sul da Europa, e condições excepcionais para a prática de actividades e desportos ao ar livre.
O Algarve é a terceira região mais rica do país, com um PIB per capita de 87% (média europeia). Ocupa uma área de 5 412 km² e nela residem 451 005 habitantes (2011).[carece de fontes?]

## Geografia
O distrito de Faro confina a norte com o Distrito de Beja (Alentejo), a sul e oeste com o Oceano Atlântico, e a leste o rio Guadiana marca a fronteira com Espanha. O ponto mais alto situa-se na serra de Monchique, com uma altitude máxima de 902 m (Pico da Foia).
Além da cidade de Faro, têm também categoria de cidade os aglomerados populacionais de Albufeira, Lagoa, Lagos, Loulé, Olhão, Portimão, Quarteira, Silves, Tavira e Vila Real de Santo António. Destas, todas são sede de concelho à excepção de Quarteira.
A zona ocidental do Algarve é designada por Barlavento e a oriental por Sotavento. A designação deve-se com certeza ao vento predominante na costa sul do Algarve, sendo a origem histórica desta divisão incerta e bastante remota. Na Antiguidade, os Romanos consideravam no sudoeste da Península Ibérica a região do cabo Cúneo — que ia desde Mértola por Vila Real de Santo António até à enseada de Armação de Pêra – e a região do Promontório Sacro — que abrangia o restante do Algarve.
Internamente, o distrito é subdividida em duas zonas, uma a ocidente (o Barlavento) e outra a leste (o Sotavento). Com esta divisão podemos registar um claro efeito de espelho entre as duas zonas. Cada uma destas zonas tem 8 municípios e uma cidade dita principal: Faro está para o Sotavento como Portimão está para o Barlavento. De igual modo possui cada uma delas uma serra importante (a Foia, no Barlavento, e o Caldeirão, no Sotavento). Rios com semelhante importância (o Arade no Barlavento e o Guadiana no Sotavento).
Um hospital principal em cada uma das zonas garante os cuidados de saúde em todo o Algarve. Em termos de infraestruturas, o Aeroporto Internacional está numa zona e o Autódromo Internacional noutra. Finalmente, a nível desportivo, os históricos do futebol algarvio Sporting Clube Olhanense (representante do Sotavento) e o Portimonense Sporting Clube (representante do Barlavento) encontram-se regularmente na Primeira Liga do futebol português. A equipa do Olhanense ascendeu à 1.ª Liga em 2009, enquanto que por sua vez a equipa de Portimão ascendeu um ano depois, em 2010.

### Clima
Um dos principais traços distintivos do distrito de Faro constitui o seu clima. As condições climáticas que o senso-comum atribui geralmente ao clima algarvio podem ser encontradas em todo o seu esplendor no barrocal e no litoral sul, especialmente na região central e no sotavento algarvio.
Um conjunto de características base resumem o clima da região, em especial do barrocal e do litoral sul: verões longos e quentes, invernos amenos e curtos, precipitação concentrada no Outono e no Inverno, reduzido número anual de dias com precipitação e elevado número de horas de sol por ano.
A temperatura média anual do litoral do sotavento e da região central do distrito é mais  elevada de Portugal Continental e uma das mais elevadas da Península Ibérica, rondando os 18 °C, atendendo às normais climatológicas 1961/90.
A precipitação encontra-se essencialmente concentrada entre Outubro e Fevereiro, e assume com frequência um carácter torrencial. As médias anuais são inferiores a 600 mm em grande parte do litoral e no vale do Guadiana, e superam os 800 mm na serra do Caldeirão e os 1 000 mm na serra de Monchique. Na região litoral existem 5 meses secos, e entre Junho e Setembro a queda de precipitação é muito pouco frequente.
O clima de Faro, segundo a classificação de Koppen, divide-se em duas regiões: uma de clima temperado com Inverno chuvoso e Verão seco e quente (Csa) e outra de clima temperado com Inverno chuvoso e Verão seco e pouco quente (Csb). Com excepção da Costa Vicentina e das serras de Monchique e de Espinhaço de Cão, toda a região algarvia possui um clima temperado mediterrânico do tipo Csa.
No litoral do sotavento algarvio as noites tropicais (noites com temperatura mínima igual ou superior a 20 °C) são frequentes durante o período estival. De facto, a temperatura mínima mais alta de sempre registada em Portugal pertence à estação meteorológica de Faro: 32,2 °C, a 26 de Julho de 2004.
A queda de neve na região algarvia é muito rara e é mais susceptível de ocorrer na Foia. A última vez que ocorreu queda de neve no litoral algarvio foi em Fevereiro de 1954. Na madrugada de 1 de Fevereiro de 2006 nevou na Serra do Caldeirão, e na manhã de 10 de Janeiro de 2009 nevou na Serra de Monchique.

#### Primavera
A primavera farense é uma estação inconstante: alguns anos é fugaz, curta, noutros mais longa, roubando espaço ao Estio ou ao Inverno; por vezes chuvosa e fresca, ou então quente e seca, ou ainda soalheira, mas ventosa.
Em Março e Abril as temperaturas sobem lentamente, transitando para os valores estivais; durante o dia estas oscilam entre os 9/12 °C e os 19/22 °C. Em ambas os meses a precipição média ronda os 40 mm, num total para ambos os meses de cerca de 20 dias com precipitação igual ou superior a 0,1 mm.

#### Verão
Uma das características climáticas de referência da região algarvia é a existência de verões longos, quentes e secos. A partir de meados de Maio, a queda de precipitação no litoral e barrocal sul começa a ser um evento raro, e as temperaturas máximas e mínimas abandonam a amenidade primaveril para atingirem valores estivais.
Junho é um mês seco, com precipitações médias inferiores a 10 mm e temperaturas médias que oscilam entre os 16 °C e os 26 °C.
Julho e Agosto são os dois meses mais quentes e secos do ano. A queda de precipitação é um evento pouco frequente, podendo suceder-se vários anos sem que ocorra queda de precipitação durante estes dois meses. As temperaturas médias oscilam entre os 17/19 °C e os 28/30 °C.
A temperatura mais alta registada no verão é de 44.3 °C na estação Faro/Aeroporto no dia 26 de Julho de 2004.
Setembro ainda apresenta características estivais bem marcadas. As temperaturas oscilam entre os 16/18 °C e os 26/29 °C. Por vezes, as primeiras chuvas de outono podem ocorrer no final de Setembro; por esse motivo, a precipitação média deste mês ronda os 15 mm.

#### Outono
As primeiras chuvas após o verão, que  ocorrem regularmente durante o mês de Outubro, caracterizam o início do outono. Após a queda das primeiras chuvas, os dias ainda poderão permanecer quentes, mas as noites começam gradualmente a ficar mais frescas. Por vezes, sucedem-se semanas de dias soalheiros, banhados por uma luz doce e inconfundível: é o chamado Verão de São Martinho. Ocasionalmente, as condições estivais prolongam-se durante parte do mês de Outubro.
Em Outubro, as temperaturas oscilam entre os 13/16 °C e os 23/25 °C. As chuvas que caem durante este mês assumem com frequência um carácter torrencial: durante apenas um dia pode ser acumulada uma parte substancial da precipitação total do mês, seguindo-se vários dias de sol e céu limpo. A precipitação média de Outubro ronda os 45/70 mm.
Novembro é o segundo mês mais chuvoso do ano, com uma precipitação média que ronda os 75/90 mm, concentrada geralmente num reduzido número de dias. As temperaturas baixam ligeiramente durante este mês, variando entre os 10/12 °C e os 18/21 °C.

#### Inverno
O inconfundível inverno farense pode ser resumidamente caracterizado por três adjectivos: curto, chuvoso e suave.
Dezembro é o mês mais chuvoso do ano. Dias tempestuosos, marcados pela chuva intensa e trovoada alternam com dias amenos, soalheiros e de céu limpo, óptimos para a práctica de actividades ao ar livre. A precipitação média ronda os  90 a 120 mm, e as temperaturas médias oscilam entre os 8/10 °C e os 16/18 °C.
Janeiro é o mês com temperaturas menos altas do ano: regra geral, estas variam entre os 6/8 °C e os  15/17 °C. A precipitação média ronda os 70/80 mm.
Já em Fevereiro, as temperaturas começam paulatinamente a subir, e no final deste mês as condições primaveris começam a fazer-se sentir. As temperaturas oscilam os 7/9 °C e os 16/18 °C, e a precipitação média ronda os 45 a 70 mm.
Ocasionalmente, durante o inverno a região algarvia é assolada por curtos períodos mais frios, nos quais as temperaturas mínimas atingem valores próximos dos 0 °C e as máximas não ultrapassam os 10 °C. Contudo, estes eventos meteorológicos são raros.

## Fauna
O cabo de São Vicente está situado numa rota de migração de aves, permitindo a observação sazonal de variedade de avifauna. A vegetação predominante no barrocal Algarvio é o matagal mediterrânico, caracterizado pela abundância de plantas resistentes à falta de água.
O subsolo do distrito é habitado por várias espécies endémicas, únicas de Faro, algumas delas descobertas recentemente. As espécies mais emblemáticas da fauna subterrânea do Algarve são o pseudoescorpião gigante das grutas do Algarve (Titanobochica magna) e o maior insecto cavernícola terrestre da Europa, a Squamatinia algharbica.

## Acidentes geográficos

### Serra de Monchique
A serra de Monchique localiza-se na zona oeste de Faro, onde se situa o ponto mais alto da região – a Foia – que está a 902 m de altitude. Este é também um dos pontos mais proeminentes de Portugal. O cume-pai chama-se Picota e está a 774 m acima do nível do mar.

### Serra do Caldeirão
A serra do Caldeirão faz a fronteira entre o litoral e barrocal algarvios e as planícies do Baixo Alentejo. Faz parte do maciço antigo, sendo constituída por xisto-grauvaque, rocha que origina solos finos e pouco férteis. O seu ponto mais alto localiza-se no distrito de Beja, próximo da fronteira com Faro, onde atinge os 580 m de altitude; nos concelhos de Tavira e de Loulé possui diversos pontos em que ultrapassa os 500 m.

### Rio Guadiana
O rio Guadiana é a fronteira natural entre o Faro e a Andaluzia e, portanto, entre Portugal e Espanha. O rio nasce a uma altitude de cerca de 1 700 m, nas lagoas de Ruidera, na província espanhola de Cidade Real, tendo uma extensão total de 829 km.
A bacia hidrográfica tem uma área de 68 200 km², situada, em grande parte, em Espanha (cerca de 55 000 km²). Este rio é navegável até à cidade alentejana de Mértola, constituindo um atractivo turístico relevante.

### Rio Arade
O rio Arade é um rio de Portugal que nasce na Serra do Caldeirão e passa por Silves, Portimão e Lagoa indo desaguar no Oceano Atlântico, em Portimão, imediatamente a leste da Praia da Rocha.
No tempo dos descobrimentos portugueses era navegável até Silves, onde existia um importante porto. Hoje, devido ao enorme assoreamento, apenas pequenos barcos aí podem chegar.

### Ria Formosa
A ria Formosa é um sapal situado na província do Algarve em Portugal, que se estende pelos concelhos de Loulé, Faro, Olhão, Tavira e Vila Real de Santo António, abrangendo uma área de cerca de 18 400 hectares ao longo de 60 km desde o rio Ancão até à praia da Manta Rota.
Trata-se de uma área protegida pelo estatuto de Parque Natural, atribuído pelo Decreto-lei 373/87 de 9 de Dezembro de 1987. Anteriormente, a Ria Formosa tinha estatuto de Reserva Natural, instituído em 1978.

## Economia

### Turismo

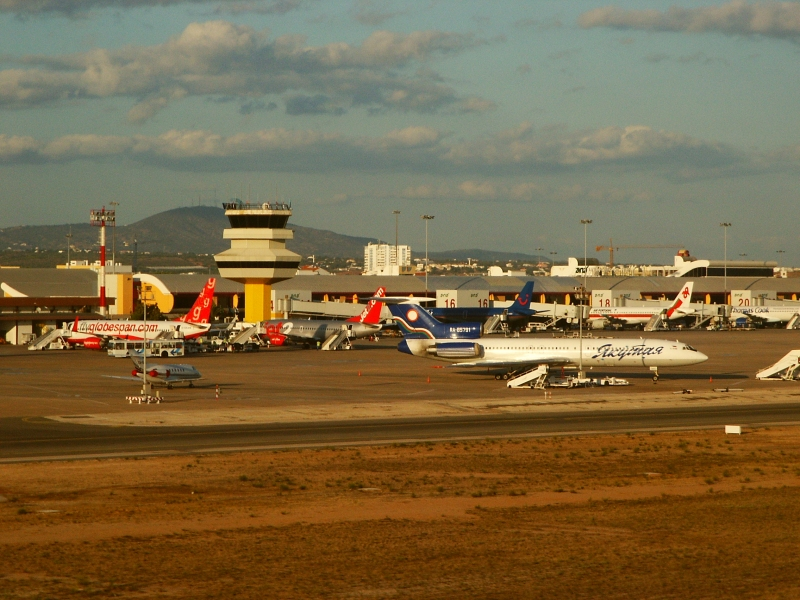
Aeroporto Internacional de Faro.

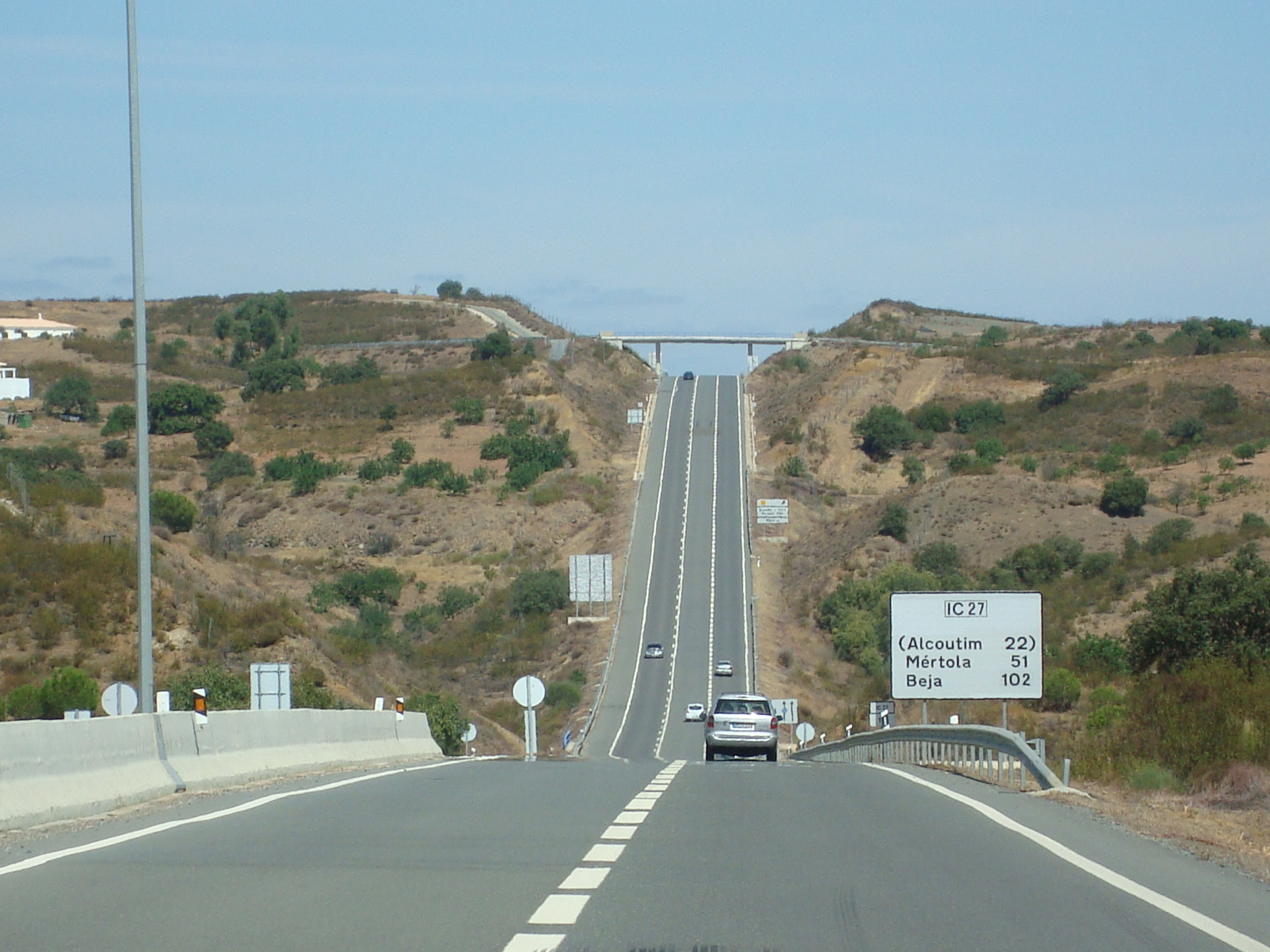
IC27, no Sotavento Algarvio. Atualmente, as ligações rodoviárias fazem com que qualquer ponto do Algarve esteja a menos de uma hora do aeroporto.

O turismo é a principal actividade económica da região algarvia, que assenta nos lucros da sua oferta um crescimento económico notável. Graças ao tempo apelativo e à melhoria das condições de vida das populações a que se assistiam nas últimas décadas, o Algarve é a única zona do país, a par das grandes áreas urbanas de Lisboa e do Porto, a registar um crescimento da população.
O Aeroporto Internacional de Faro, localizado na capital de distrito e inaugurado em 1965, constituiu o grande impulso para a afirmação de Faro como estância balnear a nível internacional. Faro dispõe de belíssimas praias e paisagens naturais, que aliado ao clima temperado mediterrânico a torna a mais turística das províncias de Portugal. Hoje em dia, as ligações rodoviárias fazem com que qualquer ponto do distritp esteja a menos de uma hora de distância do aeroporto. Atualmente o aeroporto é o terceiro mais movimentado de Portugal (atrás do aeroporto da Portela e do Aeroporto Francisco Sá Carneiro), tendo transportado 5,5 milhões de passageiros no ano de 2007.
A maioria dos turistas vêm de Portugal, Reino Unido, Espanha, Alemanha, Holanda e Irlanda, mas também se regista uma forte presença de franceses e escandinavos.
Destaque para Vilamoura, um dos mais conhecidos complexos turísticos da Europa junto à praia da Falésia (concelho de Loulé), Albufeira, considerada a capital do turismo, para a Praia da Rocha no concelho de Portimão e para a Praia da Marinha no concelho de Lagoa. Lagos é também uma das cidades com maior presença túristica no distrito. As suas praias são consideradas das melhores de Portugal[carece de fontes?] e dispõe de diversos bares, restaurantes e hotéis.  Nos últimos anos, a região de Tavira tem-se assumido cada vez mais como um importante pólo turístico, graças ao seu valioso património cultural e paisagístico. Já na extremidade do sotavento algarvio, encontramos ainda Monte Gordo, um dos mais antigos pontos de turismo balnear da costa algarvia; a antiga aldeia de pescadores localiza-se já em pleno Golfo de Cádiz, e como tal é banhada pelas águas mais quentes do país: não raras vezes durante a estação estival a temperatura da água do mar atinge os 27 °C.
Embora a grande procura turística se deva primeiramente às praias paradisíacas da região, eventos desportivos dos últimos anos, têm contribuído para um sério acréscimo dessa procura. O campeonato europeu de futebol Euro 2004 que teve três dos seus jogos em Faro, os campeonatos mundiais de voleibol que têm tido lugar em Portimão, campeonatos mundiais de golfe e ainda a passagem do maior Rally do mundo, Lisboa–Dakar em 2006 e 2007.
Eventos musicais têm vindo a ganhar peso, nomeadamente o Algarve Summer Festival e o Portimão Air Show – um festival aéreo que teve a sua primeira edição em 2008 e que por iniciativa da cidade de Portimão veio também colorir os céus do Algarve e encher a cidade numa época de pouca procura turística.
Durante o período de verão o Algarve triplica a sua população. Um milhão é o número de turistas que visitaram Faro em Agosto de 2010.[carece de fontes?]

### Agricultura

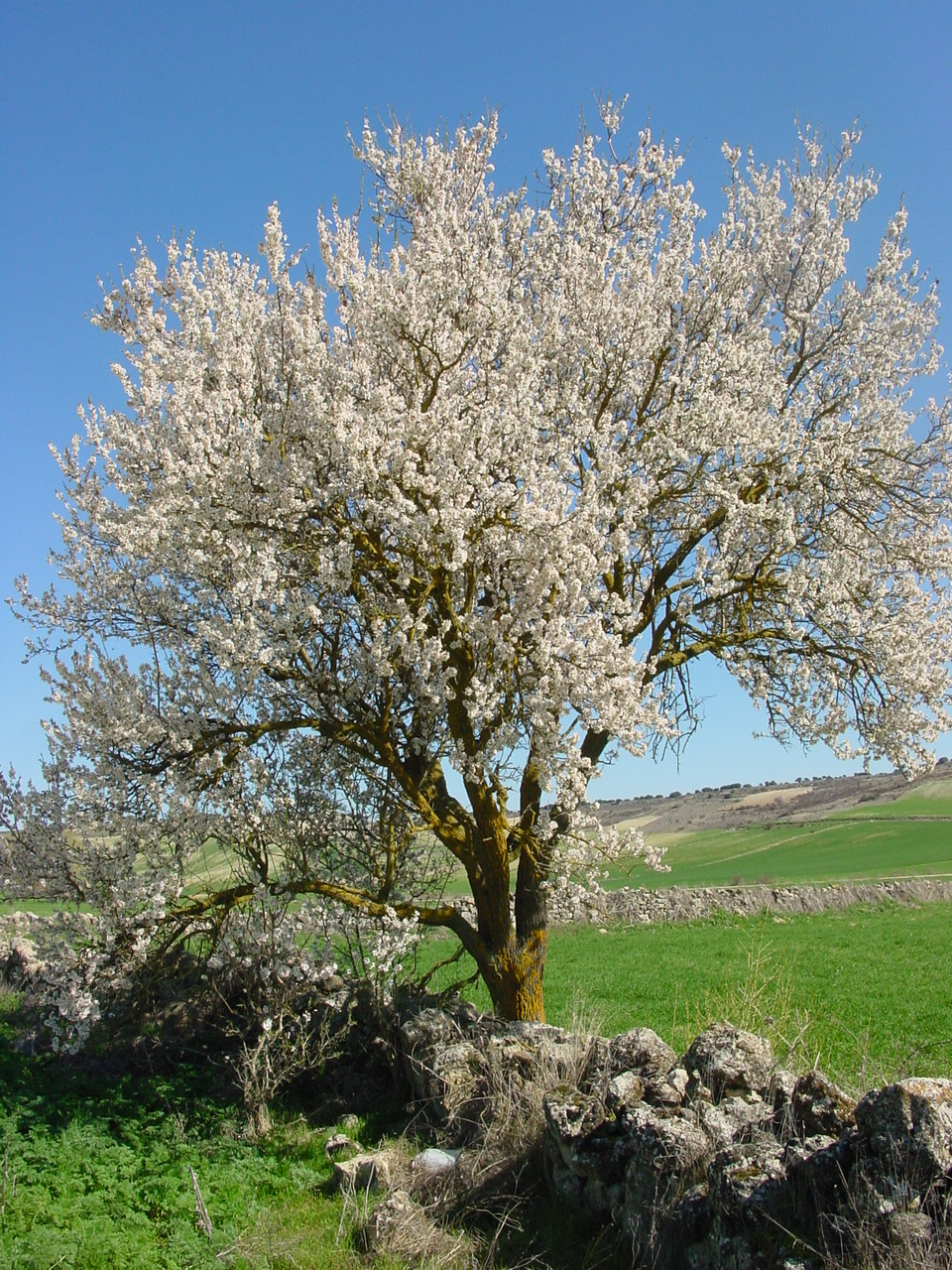
Amendoeira em flor

Os produtos agrícolas tradicionais, dignos de nota, são as produções de frutos secos (figos, amêndoas e alfarrobas), aguardente de medronho e ainda a produção de cortiça, nomeadamente nas regiões do nordeste algarvio. Regista-se ainda a produção de cortiça e de citrinos, cuja produção é bastante relevante, os maiores pomares de laranja situam-se no concelho de Silves, especialmente na freguesia de Algoz, a laranja algarvia é muito doce e goza de grande fama não só em território nacional como internacionalmente.
Na imagem pode ver-se uma das imagens pela qual Faro é mais conhecido. As amêndoas são bastante utilizadas na gastronomia da região, destacando-se os doces de amêndoa, exportados para todo o país e para o estrangeiro, que são outro marco da cultura algarvia.

### Pesca
A indústria da pesca, principalmente devido ao desenvolvimento de várias fábricas de conservas, desempenhou um papel importante na economia do Algarve durante o tempo do Estado Novo. Contudo, nos últimos anos tem-se assistido ao fechar destas fábricas, havendo uma aposta crescente na exploração do pescado junto dos turistas que visitam a região. As cidades mais dedicadas à pesca são Olhão, Tavira, Portimão e Vila Real de Santo António, destacando-se a pesca da sardinha, do carapau, do atum, do espadarte e dos famosos chocos que deram origem à famosa receita: choquinhos à algarvia.

### Gastronomia
A gastronomia algarvia remonta aos tempos históricos da presença romana e árabe, constituindo a par do clima da região um dos principais pontos de interesse turístico. Os ingredientes utilizados reflectem os sabores do mar e os aromas do campo.
Desde o famoso "Arroz de Lingueirão" farense, à sardinha assada portimonense até aos doces "Dom Rodrigos" de Lagos, é diversa a gastronomia algarvia. A vila de Monchique destaca-se neste capítulo pois é conhecida pela suinicultura, prova disso são os conhecidos enchidos feitos com carne de porco (molho, morcela de farinha ou farinheira, morcela e chouriça) e presuntos, expostos anualmente na Feira dos Enchidos e na Feira do Presunto, respectivamente. É também conhecida a aquardente de medronho produzida nesta região, com marca própria. São também procurados os licores feitos com produtos da região.
Seguidamente apresenta-se uma lista de algumas das melhores iguarias:
Pratos típicos

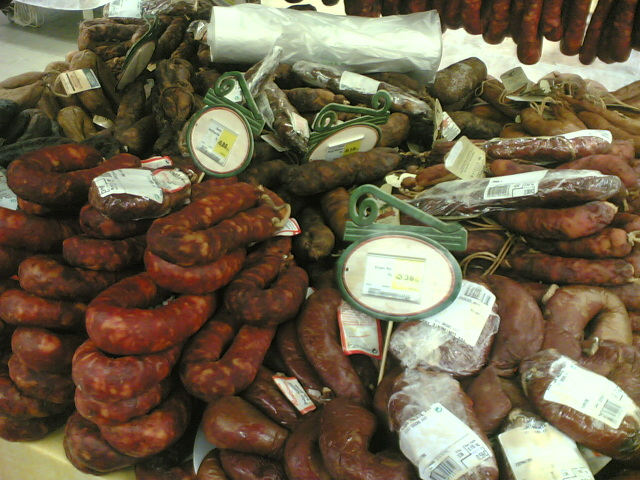
Uma montra de enchidos

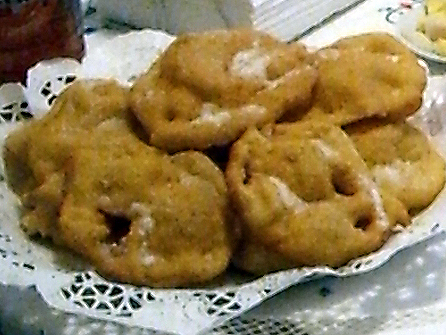
Filhós

| - Carapaus alimados - Cataplana - Perna de carneiro no tacho - Carne de porco com amêijoas - Papas de milho, mais conhecida como Xarém - Ervilhas com ovos à Algarvia - Perdiz estufada - Coelho frito - Raia Alhada - Assadura à Monchique | - Gaspacho - Cozido de grão - Lulas recheadas à Algarvia - Choquinhos à algarvia - Polvo no forno com entrecosto - Bifes de atum de tomatada - Favas à moda do Algarve - Canja com conquilhas - Gaspacho de alho |

Doces
| - Dom Rodrigo - Colchão de Noiva - "Queijos" de Figo e amêndoa - "Gargantas" de Freira - Bolo Tacho - Empanadilhas | - Filhós - Marzipã - Estrelas de figo e amêndoa - Folares - Torta de Claras - "Tutano" |

### Produtos locais
Nesta região são produzidos vários produtos com Denominação de Origem Protegida podendo destacar-se:
- Mel da Serra de Monchique DOP
- Sal de Tavira DOP ou Flor de Sal de Tavira DOP

E  produtos com Indicação Geográfica Protegida como:
- Batata doce de Aljezur (IGP)
- Citrinos do Algarve (IGP)

### Extracção mineira
A mina de sal-gema, localizada em Loulé surgiu aquando da mutação geológica que resultou na separação entre a Europa e África, que criou o Mar Mediterrânico, há 250 milhões de anos, ainda antes da era Jurássica.
A cobertura de uma enorme massa de água salgada pela terra num período relativamente curto resultou no enorme torrão de pelo menos um quilómetro de profundidade que hoje se estende a Leste de Loulé e não se sabe onde acaba. Há quem diga que ramos dessa linha de sal poderão atingir as proximidades de Barcelona, onde há uma jazida semelhante. Com início 90 metros abaixo da superfície — após uma camada de calcário (1 aos 45 metros) e outra de gesso (45 aos 90 metros) — a mina já foi explorada até aos 313 metros de profundidade, mas as enormes galerias feitas pelo homem situam-se em dois níveis, a 230 e 260 metros de profundidade. A primeira galeria situa-se 64 metros abaixo do nível do mar. Antes realizada a poder de dinamite, picaretas e martelos pneumáticos, actualmente, a extracção de sal é feita com uma máquina de perfuração a que os trabalhadores chamam "roçadora". Após esse trabalho, os camiões que circulam no interior das galerias (algumas maiores do que um túnel rodoviário comum) levam o minério a uma máquina que o desfaz e leva ao poço de transporte de material, até à superfície. Uma parte significativa da produção é exportada, onde é utilizado sobretudo para o fabrico de descongelante para as estradas europeias. A mina foi descoberta há meio século, graças a um furo realizado numa propriedade em Campina de Cima.
Actualmente e depois de décadas de aumento na sua produção, a mina louletana está a diminuir a sua produção, contudo, a empresa que procede à sua exploração pretende inserir a mina no roteiro turístico da região algarvia. O sal produzido, mais "salgado" que o utilizado nas cozinhas, não serve para alimentação humana. Para as novas tarefas "terciárias", terão que ser instalados no subsolo, entre 230 e 260 metros de profundidade, equipamentos como uma secção multimédia em que se explique aos visitantes o que é e para que serve a mina. Poderão ainda vir a ser construídas outras infraestruturas como um restaurante, zonas de vendas baseadas nas pedras de sal (da pedra de sal gema podem ser feitos candeeiros, esculturas e pisa-papéis, por exemplo), além de terem que ser abertos novos poços para instalar elevadores, que substituam as "gaiolas" por onde agora descem e sobem os trabalhadores.

## Educação
A Universidade do Algarve é uma instituição de ensino superior público que conta com um corpo docente de 700 professores para mais de 10 mil alunos.
A Universidade possui os seguintes campii:
- Campus de Gambelas (Faro)
- Campus da Penha (Faro)
- Campus de Portimão (Portimão)

Conta com as melhores infraestruturas a nível nacional e internacional, apostando fortemente na área da investigação científica,[parcial?] nomeadamente nas áreas da biologia (fauna e flora), desenvolvendo diversa actividade prática no Parque Natural da Ria Formosa, assim como no turismo.

## Desporto

### Ciclismo
A Volta ao Algarve traz todos os anos os melhores ciclistas do mundo,[parcial?] incluindo Alberto Contador em 2009, 2010, 2011 e Lance Armstrong em 2004. O Clube Ciclismo de Tavira ganhou a Volta a Portugal nos anos 2008, 2009 e 2010 com David Blanco. O Louletano Desportos Clube também ganhou a Volta a Portugal com o britânico Cayn Theakson em 1988. Nos anos 1947 e 1948 o algarvio José Martins ganhou a Volta a Portugal. No BTT a região também se destaca por ter a maior escola de ciclismo do país no Clube BTT Terra de Loulé.

### Futebol
Os clubes de futebol algarvios com mais historial são o Sporting Clube Farense, o Sporting Clube Olhanense, o Portimonense Sporting Clube e o Lusitano Futebol Clube. Os únicos clubes algarvios que já competiram na primeira divisão, encontrando-se actualmente apenas o Portimonense a disputar a Primeira liga nacional portuguesa. Os marcos históricos a nível nacional são a presença na Final da Taça do Sporting Clube Olhanense e do Sporting Clube Farense, e a nível internacional, a presença do Portimonense Sporting Clube e do Sporting Clube Farense na Taça UEFA.

### Futebol de praia
No Verão, é costume realizar-se na Praia da Rocha, em Portimão, o Mundialito de Futebol de Praia e a etapa portuguesa da Liga Europeia de Futebol de Praia.

### Voleibol
Apesar de a região não estar representada na primeira divisão do voleibol nacional, têm-se realizado nos últimos anos diversos campeonatos internacionais de selecções no Portimão Arena.

### Voleibol de praia

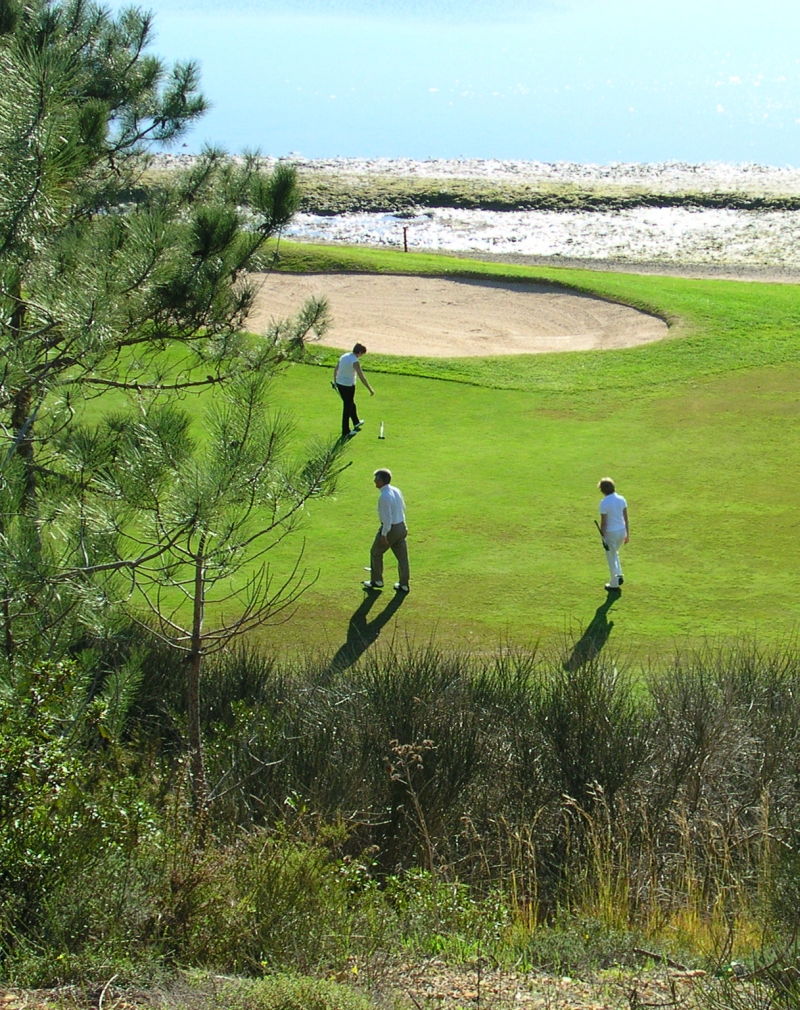
Golfe no Algarve

Em virtude das excelentes praias da região, o voleibol de praia é também um desporto em voga. Destaque para os torneios nacionais e internacionais de Armação de Pêra, de Ferragudo e da Praia da Rocha. Registo ainda para a realização de uma etapa do campeonato nacional de voleibol de praia em Lagos no ano 2008.

### Golfe
O Algarve possui uma crescente oferta em termos de campos de golfe, pelo que se tem tornado num dos principais destinos a nível mundial no que diz respeito à prática desta modalidade.

### Motociclismo

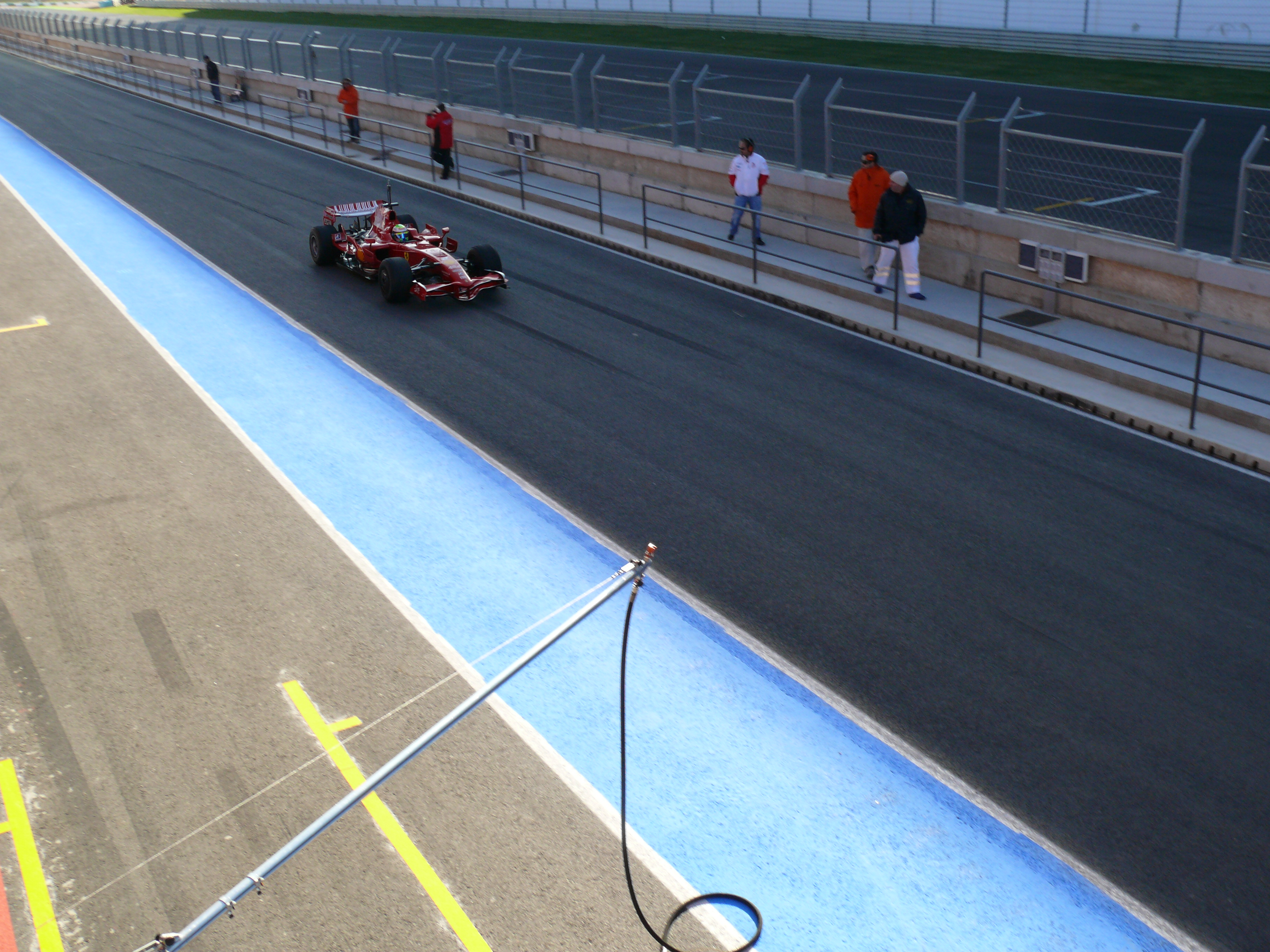
Felipe Massa no Autódromo Internacional do Algarve

A capital algarvia é conhecida por ser a capital das motos em Portugal. Em Faro tem lugar anualmente a maior concentração motard da Europa, que conta com a organização do Moto Clube de Faro. A associação foi criada em 1979, tendo sido legalizada a 5 de Fevereiro de 1982.
Actualmente com mais de 400 membros, é reconhecida pela Federação Europeia de Motociclismo (FEMA), organizando diversos eventos anualmente dos quais se destaca a concentração motard que começou com 200 participantes em 1982, e que actualmente já conta com mais de 30 000. Sendo o maior evento do género em Portugal, conta com participantes vindos um pouco de toda a Europa, nomeadamente de Espanha, França, Reino Unido e Itália, sendo um dos grandes atractivos turísticos da cidade.

### Automobilismo
O Rally Lisboa–Dakar passou em dois anos consecutivos (2006 e 2007) no distrito de Faro. O Rally de Portugal realizou-se em 2007 no Estádio do Algarve. Espera-se que o novo Autódromo Internacional do Algarve venha a atrair novas provas que venham a pôr o Algarve na rota dos grandes campeonatos da modalidade. Até à data já recebeu alguns treinos de pré-época da Fórmula 1, e a última ronda do Campeonato Mundial de Superbike na sua inauguração.

## Obras e projectos

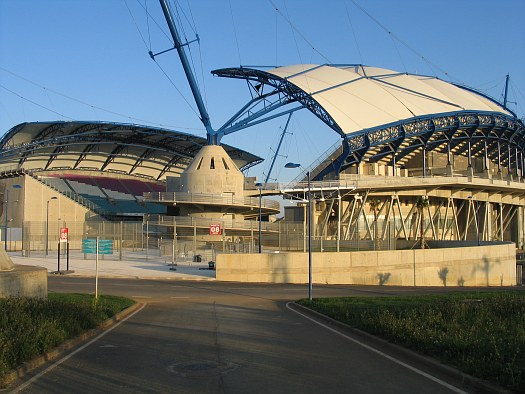
Estádio do Algarve.

Autódromo Internacional do Algarve.

### Concluídas
- Em 2004 foi inaugurado no Parque das Cidades, entre Faro e Loulé o Estádio Algarve. Construído por ocasião do Euro 2004, o estádio é utilizado pelo Sporting Clube Farense e pelo Louletano Desportos Clube. Tem sido ainda utilizado para a realização de finais de futebol, como a Supertaça Cândido de Oliveira, a final da Taça da Liga, e ainda para outros eventos como o Algarve Summer Festival e o Rally de Portugal.
- Foi com um grande evento desportivo – Taça do Mundo de Ginástica Rítmica – que o Portimão Arena abriu as portas em Setembro de 2006, um Pavilhão Multiusos com capacidade para 8 000 pessoas, 5 325 no caso de grandes espectáculos musicais e 3 028 em ambiente desportivo, e dotado de valências como um auditório com 174 lugares, salas de reuniões e de apoio, salas de formação, sala de imprensa, gabinete médico, entre outras, um equipamento que reúne todas as condições para a realização dos mais variados e importantes eventos desportivos, musicais, culturais ou de negócios e que se tem vindo a afirmar como num espaço único a sul do país. Acresce ainda a sua nomeação para melhor espaço a nível nacional para a realização de congressos.
- Inaugurado em 2008, o Autódromo Internacional do Algarve, localizado em Portimão, com um custo total de 250 milhões de euros, incluindo o circuito propriamente dito, um kartódromo, um parque tecnológico, um hotel de cinco estrelas, um complexo desportivo e apartamentos.

### Em construção
- Foi recentemente lançado o concurso para a construção do novo Hospital Central do Algarve que virá ajudar o lotado Hospital Distrital de Faro e Hospital do Barlavento Algarvio em Portimão a dar resposta ao aumento da afluência registado nos últimos anos, particularmente durante o Verão. A infra-estrutura, apontada como prioritária por parte do governo localizar-se-á no Parque das Cidades, junto ao Estádio do Algarve entre as cidades de Loulé e de Faro.

### Em estudo ou projecto
- Encontra-se em estudo o Metro de Faro, que ligará a cidade de Faro à de Olhão. Neste momento estuda-se se realmente é necessária a construção de um Sistema de Metropolitano neste local, bem como o impacto ambiental, e se o projecto seria bem aceite, em termos de funcionalidade e serviço. O estudo encontra-se sob o "domínio" da Câmara Municipal de Faro. Caso seja construído, será um Sistema de Metropolitano à Superfície, e passará na zona industrial das Cidades, nas suas Baixas (Zonas Velhas), e áreas envolventes (com ligação ao Aeroporto Internacional de Faro e possivelmente à Ilha de Faro).
- Ainda sem data definida encontra-se em estudo um projecto conjunto das autarquias vizinhas de Faro e Loulé, tendo em vista a criação de um centro internacional de congressos no Parque das Cidades, entre as duas cidades. Este projecto pretenderá desvincular o Algarve da ideia de que esta é apenas uma estância balnear.
- No âmbito do programa ferroviário concertado entre Portugal e Espanha para a alta velocidade, correntemente designado por "TGV", encontra-se em estudo a ligação entre Faro e Lisboa (via Évora) e ainda uma ligação entre a capital Algarvia à cidade espanhola de Huelva.
- Encontra-se também em estudo, um projecto para a construção do Aeródromo Internacional do Barlavento. A construção desta infraestrutura (com características de aeroporto) será feita, ao que tudo indica, nas proximidades do Autódromo Internacional do Algarve, concelho de Portimão, com o intuito de companhias low cost poderem operar no barlavento algarvio.

## Algarvios ilustres
| - Engenharia - Duarte Pacheco - Humanismo - D. Jerónimo Osório (1.º Bispo de Faro) - Literatura - António Aleixo - António Pereira - António Ramos Rosa - Assis Esperança - Bernardo de Passos - Cândido Guerreiro - Carlos Brito - Casimiro de Brito - Gastão Cruz - João de Deus - João Lúcio - Júlio Dantas - Leão Penedo (escritor e argumentista de cinema) - Lídia Jorge - Maria Aliete Galhoz - Nuno Júdice - Teresa Rita Lopes - Torquato da Luz - Victor Borges (escritor, artista plástico, investigador, ensaísta) - Música - Corina Freire (cantora lírica) - Alfredo Mascarenhas (cantor lírico) - Júlia Barroso (cantora e actriz) - António Calvário (cantor) - Nuno Guerreiro (cantor, vocalista da Ala dos Namorados) - Ana Ester Neves (cantora lírica) - Maria Campina (pianista) - Eduardo Pavia de Magalhães (violinista, maestro e compositor) - Tavares Belo (Maestro e compositor) - Edmundo Vieira (cantor) - José Ferreiro (Pai) (acordeonista e compositor) - José Ferreiro Júnior (acordeonista e compositor) | - Teatro e cinema - Mariana Villar (actriz) - Maria Clementina Sá (actriz) - António Pinheiro (actor e argumentista) - Armando de Miranda (cineasta, realizador de Capas Negras) - Nascimento Fernandes (actor) - Lorjó Tavares (dramaturgo) - Política - José Mendes Cabeçadas (Presidente do Conselho de Ministros – 1926; Presidente da República – 1926) - Manuel Teixeira Gomes (Presidente da República – 1923–1925) - Duarte Pacheco (Ministro das Obras Públicas e Comunicações — 5.7.1932-18.1.1936) - Adelino da Palma Carlos (Primeiro-ministro – 1974) - José Carlos da Maia (Ministro da Marinha e Governador de Macau) - Maria Barroso (Primeira-dama – 1986–1996; Deputada) - Maria José Ritta (Primeira-dama – 1996–2006) - Luís Bívar (Deputado; Par do Reino; juiz) - Cavaco Silva (,nascido a 15 de julho de 1939, em Boliqueime, Loulé, é o 19º Presidente da República Portuguesa) - Desporto - Manuel Cajuda (Treinador de futebol que já treinou 3 dos 4 maiores clubes algarvios, vários clubes históricos da Liga Portuguesa, como Sporting de Braga, Belenenses, Marítimo, e Vitória de Guimarães, e actualmente sem clube) - Manuel José, treinou os três maiores clubes lisboetas, Sporting CP, SL Benfica e o Belenenses, tendo atingido grande sucesso ao comando do Al-Ahly do Egipto, com o qual ganhou por 4 ocasiões a Liga dos Campeões da CAF. - João Moutinho (Jogador de futebol do A.S. Monaco Football Club e da Seleção Nacional, que começou a sua careira no Sporting CP) - João José (Jogador de voleibol da seleção nacional) - Outros - Tóssan (pintor e ilustrador) - Estácio da Veiga (arqueólogo) - Tomás António da Guarda Cabreira (Militar, 1.º Conde de Lagos) - Tomás Cabreira - António Tomás Cabreira - Padeira de Aljubarrota - Remexido - Frei Vicente de Santo António |

## Política

### Eleições legislativas
| Ano  | %    | D   | %       | D       | %           | D           | %       | D       | %      | D      | %   | D   | %    | D  | %    | D   | %    | D   | %   | D   | %    | D    | %   | D   | %       | D       | % | D | %  | D  | %  | D  |
| Ano  | PS   | PS  | PPD/PSD | PPD/PSD | PCP/APU/CDU | PCP/APU/CDU | MDP/CDE | MDP/CDE | CDS-PP | CDS-PP | UDP | UDP | AD   | AD | FRS  | FRS | PRD  | PRD | PSN | PSN | B.E. | B.E. | PAN | PAN | PSD CDS | PSD CDS | L | L | CH | CH | IL | IL |
| ---- | ---- | --- | ------- | ------- | ----------- | ----------- | ------- | ------- | ------ | ------ | --- | --- | ---- | -- | ---- | --- | ---- | --- | --- | --- | ---- | ---- | --- | --- | ------- | ------- | - | - | -- | -- | -- | -- |
| 1975 | 45,4 | 6   | 13,9    | 1       | 12,3        | 1           | 9,5     | 1       | 3,4    | –      | 1,1 | –   |      |    |      |     |      |     |     |     |      |      |     |     |         |         |   |   |    |    |    |    |
| 1976 | 44,7 | 6   | 19,3    | 2       | 14,5        | 1           |         |         | 6,7    | –      | 2,6 | –   |      |    |      |     |      |     |     |     |      |      |     |     |         |         |   |   |    |    |    |    |
| 1979 | 33,9 | 3   | AD      | AD      | 20,2        | 2           | APU     | APU     | AD     | AD     | 3,2 | –   | 34,5 | 4  |      |     |      |     |     |     |      |      |     |     |         |         |   |   |    |    |    |    |
| 1980 | FRS  | FRS | AD      | AD      | 16,7        | 1           | APU     | APU     | AD     | AD     | 1,9 | –   | 37,2 | 4  | 34,7 | 4   |      |     |     |     |      |      |     |     |         |         |   |   |    |    |    |    |
| 1983 | 43,0 | 5   | 23,1    | 2       | 18,7        | 2           | APU     | APU     | 7,4    | –      | 1,2 | –   |      |    |      |     |      |     |     |     |      |      |     |     |         |         |   |   |    |    |    |    |
| 1985 | 22,3 | 2   | 28,3    | 3       | 15,3        | 2           | APU     | APU     | 6,1    | –      | 1,6 | –   | 20,5 | 2  |      |     |      |     |     |     |      |      |     |     |         |         |   |   |    |    |    |    |
| 1987 | 25,0 | 3   | 46,7    | 5       | 10,9        | 1           | 1,1     | –       | 3,1    | –      | 0,9 | –   | 6,3  | –  |      |     |      |     |     |     |      |      |     |     |         |         |   |   |    |    |    |    |
| 1991 | 31,2 | 3   | 50,8    | 5       | 7,2         | –           |         |         | 2,8    | –      | –   | –   | 1,0  | –  | 2,2  | –   |      |     |     |     |      |      |     |     |         |         |   |   |    |    |    |    |
| 1995 | 49,6 | 5   | 29,2    | 3       | 7,8         | –           | 8,3     | –       | 0,6    | –      |     |     | 0,4  | –  |      |     |      |     |     |     |      |      |     |     |         |         |   |   |    |    |    |    |
| 1999 | 48,4 | 5   | 29,5    | 3       | 8,3         | –           | 7,3     | –       |        |        | –   | –   | 2,3  | –  |      |     |      |     |     |     |      |      |     |     |         |         |   |   |    |    |    |    |
| 2002 | 40,5 | 4   | 37,7    | 4       | 6,2         | –           | 8,3     | –       |        |        | 2,8 | –   |      |    |      |     |      |     |     |     |      |      |     |     |         |         |   |   |    |    |    |    |
| 2005 | 49,3 | 6   | 24,6    | 2       | 6,9         | –           | 5,8     | –       | 7,7    | –      |     |     |      |    |      |     |      |     |     |     |      |      |     |     |         |         |   |   |    |    |    |    |
| 2009 | 31,9 | 3   | 26,2    | 3       | 7,8         | –           | 10,7    | 1       | 15,4   | 1      |     |     |      |    |      |     |      |     |     |     |      |      |     |     |         |         |   |   |    |    |    |    |
| 2011 | 23,0 | 2   | 37,0    | 4       | 8,6         | 1           | 12,7    | 1       | 8,2    | 1      | 1,6 | –   |      |    |      |     |      |     |     |     |      |      |     |     |         |         |   |   |    |    |    |    |
| 2015 | 32,8 | 4   | CDS     | CDS     | 8,7         | 1           | PSD     | PSD     | 14,1   | 1      | 2,0 | –   | 31,5 | 3  | 0,8  | –   |      |     |     |     |      |      |     |     |         |         |   |   |    |    |    |    |
| 2019 | 36,8 | 5   | 22,4    | 3       | 7,1         | –           | 3,8     | –       | 12,2   | 1      | 4,8 | –   |      |    | 1,0  | –   | 2,1  | –   | 0,8 | –   |      |      |     |     |         |         |   |   |    |    |    |    |
| 2022 | 39,9 | 5   | 24,3    | 3       | 4,8         | –           | 1,1     | –       | 5,8    | –      | 2,2 | –   | 1,1  | –  | 12,3 | 1   | 4,6  | –   |     |     |      |      |     |     |         |         |   |   |    |    |    |    |
| 2024 | 25,5 | 3   | AD      | AD      | 3,2         | –           | AD      | AD      | 22,4   | 3      | 5,8 | –   | 2,6  | –  | 2,8  | –   | 27,2 | 3   | 4,6 | –   |      |      |     |     |         |         |   |   |    |    |    |    |

### Eleições autárquicas
Abaixo encontra-se uma tabela com o partido pelo qual foram eleitos os presidentes das 16 câmaras do distrito de Faro desde 1976. É de destacar a grande força autárquica que é o PS neste distrito, tendo tido maioria durante quase toda a história autárquica, chegando a ter 15 das 16 câmaras e tendo atualmente 12 autarquias. O PSD, sozinho ou coligado com o CDS, foi também uma grande força autárquica, chegando a ter 9 câmaras no início do milénio, mas atualmente detém apenas 3 câmaras. Por fim, destaca-se a existência de dois bastiões, ambos do PS, em Olhão e Portimão.
| Data | Albufeira | Albufeira | Alcoutim | Alcoutim | Aljezur | Aljezur | Castro Marim | Castro Marim | Faro | Faro | Lagoa   | Lagoa | Lagos | Lagos | Loulé | Loulé | Monchique | Monchique | Olhão | Olhão | Portimão | Portimão | São Brás de Alportel | São Brás de Alportel | Silves | Silves | Tavira | Tavira | Vila do Bispo | Vila do Bispo | Vila Real de Santo António | Vila Real de Santo António |
| ---- | --------- | --------- | -------- | -------- | ------- | ------- | ------------ | ------------ | ---- | ---- | ------- | ----- | ----- | ----- | ----- | ----- | --------- | --------- | ----- | ----- | -------- | -------- | -------------------- | -------------------- | ------ | ------ | ------ | ------ | ------------- | ------------- | -------------------------- | -------------------------- |
| 1976 |           | PS        |          | PS       |         | PS      |              | PS           |      | PS   |         | PS    |       | PS    |       | PS    |           | PSD       |       | PS    |          | PS       |                      | PS                   |        | PS     |        | PS     |               | PS            |                            | PS                         |
| 1979 |           | PSD-CDS   |          | PS       | PSD-CDS | PS      |              | PS           | PSD  |      | PSD-CDS | PS    |       | PS    | APU   |       |           |           |       | PS    |          | PS       |                      | PS                   |        | PS     |        | PS     |               | PS            |                            |                            |
| 1982 |           | PS        |          | PS       | PSD-CDS | PS      | PS           | PS           | PSD  |      | PSD     | PS    |       | PS    | APU   | APU   |           |           |       | PS    |          | PS       |                      |                      |        | PS     |        | PS     |               |               |                            |                            |
| 1985 |           | PS        | PSD      | PS       |         | PS      | PS           | PS           | PSD  | PSD  | PSD     |       | APU   | PS    |       | APU   | PS        |           |       | PS    |          | PS       |                      |                      |        |        |        | PS     |               |               |                            |                            |
| 1989 |           | PS        | CDU      | PS       |         | PS      | PS           | PS           |      | PSD  | PSD     |       | PS    |       | PS    |       | PS        | PS        |       | PS    | CDU      | PS       |                      |                      |        |        |        | PS     |               |               |                            |                            |
| 1993 |           | PS        | CDU      | PSD      |         | PS      | PS           | PS           | CDU  | PSD  | PSD     |       | PS    | PS    | PS    |       | CDU       |           |       | PS    |          | PS       |                      |                      |        |        |        | PS     |               |               |                            |                            |
| 1997 |           | PS        | CDU      | PSD      | PSD     | PS      | PS           |              | PSD  | PSD  | PSD     |       | PS    | PSD   | PS    |       | PSD       |           | PS    | PS    |          | PS       |                      |                      |        |        |        |        |               |               |                            |                            |
| 2001 |           | PSD       |          | PSD      | PSD     | PS      | PS           |              | PSD  | PSD  | PSD     |       | PS    | PSD   | PS    |       | PSD       | PSD       | PS    | PS    |          | PS       |                      |                      |        |        |        |        |               |               |                            |                            |
| 2005 |           | PSD       | PS       | PSD      | PSD     | PS      | PS           |              | PSD  | PSD  | PSD     |       | PS    | PSD   | PS    |       | PSD       | PSD       |       | PS    |          | PS       |                      |                      |        |        |        |        |               |               |                            |                            |
| 2009 |           | PSD       | PSD-CDS  | PSD      | PSD     | PS      |              | PSD          | PSD  | PSD  | PSD     |       | PS    | PS    | PS    |       | PS        | PSD       |       | PS    |          | PS       |                      |                      |        |        |        |        |               |               |                            |                            |
| 2013 |           | PSD       | PSD-CDS  | PS       | PSD     | PS      |              | PSD          | PS   |      | PSD     | PS    | PS    | PS    | PS    |       | PS        | CDU       |       | PS    |          | PS       |                      |                      |        |        |        |        |               |               |                            |                            |
| 2017 |           | PSD       | PSD-CDS  | PS       | PSD-CDS | PS      |              | PSD          | PS   |      | PSD     | PS    | PS    | PS    | PS    |       | PS        | CDU       |       | PS    |          | PS       |                      |                      |        |        |        |        |               |               |                            |                            |
| 2021 |           | PSD-CDS   | PSD-CDS  | PS       |         | PS      | PSD          |              | PS   | PS   |         | PS    | PS    | PS    | PS    | PS    | PS        | CDU       |       | PS    |          | PS       |                      |                      |        |        |        |        |               |               |                            |                            |

Legenda:
- APU - Aliança Povo Unido
- CDU - Coligação Democrática Unitária
- PS - Partido Socialista
- PSD - Partido Social Democrata
- PSD-CDS - Coligação Partido Social Democrata - Centro Democrático Social